# Башкирская Чумаза
Башкирская Чумаза (баш. Башҡорт Самаҙыһы) — деревня в Зианчуринском районе Республики Башкортостан Российской Федерации. Входит в состав Абзановского сельсовета.

## География

### Географическое положение
Расстояние до:
- районного центра (Исянгулово): 35 км,
- центра сельсовета (Абзаново): 12 км,
- ближайшей ж/д станции (Саракташ): 52 км.

## Население
| 1939 | 1959 | 1970 | 1979 | 1989 | 2002 | 2009 |
| ---- | ---- | ---- | ---- | ---- | ---- | ---- |
| 375  | ↗422 | ↗572 | ↘500 | ↘452 | ↗481 | ↗518 |
| 2010 |      |      |      |      |      |      |
| ↘404 |      |      |      |      |      |      |

Национальный состав
Согласно переписи 2002 года, преобладающая национальность — башкиры (98 %).